# Urgleptes facetus
Urgleptes facetus là một loài bọ cánh cứng trong họ Cerambycidae.